# مير علي بك
كان مير علي بك، المعروف أيضًا باسم مير علي باي، بحارًا عثمانيًا في أواخر القرن السادس عشر. يُقال إن علي بك قاد عدة بعثات طوال ثمانينيات القرن السادس عشر في محاولة من الدولة العثمانية لمنافسة السيطرة البرتغالية على الخليج العربي والبحر الأحمر والمحيط الهندي على طول الساحل الشرقي لإفريقيا. بدأ مير علي بك هذه السلسلة من الحملات في عام 1581، عندما أغار على مدينة مسقط التي يسيطر عليها البرتغاليون في سلطنة عمان، والتي يبدو أنها حققت نجاحًا باهرًا. ومن هناك، بدأ يشق طريقه إلى أسفل الساحل الشرقي لإفريقيا، ووصل إلى مدينة ماليندي الكينية في عام 1585. عاد علي بك من رحلته الأولى إلى ساحل السواحلي في عام 1586 بنجاح باهر، حيث "تمكن من تأمين ولاء كل المدن الساحلية رئيسية سوى ماليندي، والاستيلاء على ثلاث سفن برتغالية محملة بالكامل، والعودة بأمان إلى المخا مع حوالي 150.000 كروزادو من الغنائم وقرابة ستين أسيرًا برتغاليًا". ومع ذلك، أُخفيت نجاح حملات مير علي بك على نطاق واسع عن الحكومة العثمانية العامة، لأن ثلاثة أعضاء في الحكومة: حسن باشا، وكيليش علي باشا، وخزندار سنان باشا، دبروا مؤامرة للحصول على المزيد من التمويل للحملات البحرية من خلال الكذب على الحكومة المركزية بشأن التهديد البرتغالي المبالغ فيه. لأن أخبار نجاح علي بك تشير إلى أنهم كانوا بالفعل مسيطرين على البحر، وبالتالي لن يحتاجوا إلى تمويل جديد، فقد أبقوا الأمر لأنفسهم. ومع ذلك، فإن هذا من شأنه أن يعود عليهم بالوبال كما حصل في عام 1588 حين وصلت مجموعة من الشعب السواحلي إلى اليمن طالبين المساعدة من الأسطول البرتغالي لطردهم، ولم يكن لدى حسن باشا مصداقية لطلب التمويل أو المساعدة الحكومية، مما أجبره على إعادة مير علي بك مع أسطوله الصغير المكون من خمس سفن و300 رجل. في النهاية، كلف هذا علي بك والعثمانيين الكثير، حيث هُزم أسطوله في عام 1589 في مومباسا ليس فقط من قبل البرتغاليين ولكن أيضًا من قبل فصيل ثالث مفاجئ من أكلة لحوم البشر المزعومين من زيمبا الذين نصبوا لهم كمينًا أثناء المعركة. استسلم مير علي بك للأسطول البرتغالي وأُسر مع الكثير من طاقمه. ثم أُرسل إلى غوا ثم لشبونة حيث اعتنق النصرانية وعاش لبقية حياته.

## الرحلة الأولى إلى ساحل السواحلي
في عام 1583، بالغ حسن باشا بشأن اعتقال جاسوس إسباني، وحذر السلطان من أن الدفاعات العثمانية في المحيط الهندي لم تكن كافية لصد الغزو البرتغالي. وردًا على ذلك، أرسل السلطان مراد الثالث سفينتين حربيتين من السويس إلى اليمن للمساعدة في الدفاع. ومع ذلك، بدلاً من استخدام السفن للدفاع، أعطاهم حسن باشا إلى مير علي بك وأرسل الأسطول لمداهمة ساحل السواحلي الذي يسيطر عليه البرتغاليون، وكذلك لإقامة اتصالات مع السكان المسلمين المحليين واختيار موقع قاعدة بحرية عثمانية جديدة للغارات المستقبلية ولسيطرة الكلية للساحل السواحلي. ومع ذلك، في طريقهم للخروج من اليمن، كان لسببًا ما على إحدى السفن الحربية العودة. وهكذا بدأ مير علي رحلته إلى ساحل السواحلي بسفينة حربية واحدة و80 رجلاً.
كان البرتغاليون مكروهين بين السكان المحليين لدرجة أن أهل مقديشو، بمجرد وصول مير علي إلى مقديشو وشرحه سبب زيارته، أعلنوا على الفور ولائهم لمراد الثالث، وساهموا بالتمويل و20 سفينة ساحلية مسلحة مرافقة للحملة. تلقى مير علي دعمًا متحمسًا مماثلًا من زياراته للمدن الأخرى على طول الساحل.
لم يكن البرتغاليون مستعدين لوصول مير علي بك. اختار روي لوبيز سالغادو، الربان المسؤول عن الدفاع عن ساحل السواحلي، الهروب والاختباء في ماليندي بدلاً من محاولتهُ إيقاف الحمله. كان مير علي بك يتمتع بحرية كاملة في الساحل. بعد ذلك بوقت قصير، استولى على سفينة تجارية من ديو دون قتال، وسلم سكان لامو الربان الرائد روكي دي بريتو وسفينته الحربية، التي استبدل طاقمها على الفور بمتطوعين مسلمين، واستخدمت للاستيلاء على سفينة برتغالية أخرى.
أمضى مير علي وأسطوله الشهر التالي في الحصول على دعم من السكان المسلمين المحليين على طول الساحل، وعادوا إلى المخا بأسطول مكون من 24 سفينة، وغنائم بلغت قيمتها 150 ألف كروزادو ذهبي (عملة برتغالية)، و60 أسيرًا برتغاليًا.

## معركة مومباسا
في ربيع عام 1589، وصل مير علي بك إلى مومباسا للاستعداد للهجوم البرتغالي القادم. وبسبب حملته الناجحة السابقة إلى مومباسا، رحب السكان المحليون به وبأسطوله ودعموهم في الاستعدادات للمعركة. وعلى الرغم من أن علي بك لم يكن لديه سوى خمسة سفن شراعية وحوالي 300 رجل تحت سيطرته لمحاربة الأسطول البرتغالي القوي، فقد حصل أيضًا على كمية كبيرة من المدافع لاستخدامها على اليابسة. وبمساعدة السكان المحليين، في غضون أسابيع قليلة، أعد دفاعاته عن الميناء الذي شمل برجًا به حوامل مدفعية، بالإضافة إلى أسطوله الخاص.
ورغم أن هذا كان وضعًا دفاعيًا قويًا لمير علي بك، إلا أنه كان فقط لصد الغزو البحري. وبينما كان هذا هو بالضبط ما خطط البرتغاليون للقيام به، لم يكن أحد قادرًا على تفسير الطرف الثالث المفاجئ الذي حسم المعركة في النهاية. تقول السجلات أنه في يوم المعركة، نصب ما يصل إلى 20 ألف عضو من قبيلة زيمبا المفترضة من آكلي لحوم البشر كمينًا لرجال علي بك ومدينة مومباسا مما تسبب في انتهاء المعركة بشكل أساسي بحلول الوقت الذي وصل فيه البرتغاليون بقيادة القائد تومي دي سوزا كوتينيو إلى الميناء. وبينما حاول العثمانيون لفترة وجيزة إطلاق النار على البرتغاليين، فقد طغى عليهم الزيمباويون على الأرض لدرجة أنهم لم يتمكنوا من مقاومة البرتغاليين من التغلب ببساطة على بقية تحصيناتهم. كان مير علي بك يبحث عن ملجأ في الداخل لبضعة أيام بينما ظل البرتغاليون مترددين في مغادرة الميناء، لكن هذا تغير عندما تحدث زعيم زيمبا مع القائد البرتغالي وأعلنا تحالفًا، مما دفع دي سوزا كوتينيو إلى التوجه فورًا للقبض على علي بك ورجاله. كان الزيمبا لا يزالون يهدفون إلى قتل العثمانيين وسكان مومباسا، وطاردوا علي بك ورجاله طوال الطريق إلى الشاطئ حتى قفز في البحر ليُأسره البرتغاليون مع عدد صغير من رجاله وسكان مومباسا. بدا علي بك مرتاحًا لأسره من قبل البرتغاليين على عكس الزيمبا، قائلاً: "أنا لا أندب حظي السيئ، فهذه هي طبيعة الحرب، وأفضل أن أكون أسيرًا للنصارى، كما كنت من قبل في إسبانيا، على أن أكون طعامًا للزيمبا البربريين واللاإنسانيين".
بعد هزيمته وأسره في مارس 1589، نُقل مير علي بك إلى لشبونة حيث اعتنق النصرانية وغير اسمه إلى فرانسيسكو جولياو، وعاش بقية حياته سجينا.

## هوية "زيمبا"
تظل هوية زيمبا غير معروفة. حتى أن اسمهم غير مؤكد، حيث يُنسب إليهم الاسم من قبل البرتغاليين (في الواقع كان مصطلحًا يُنسب غالبًا إلى مجموعة متنوعة من الجماعات المولعة بالقتال خلال تلك الفترة). يُزعم أنهم كانوا قبيلة آكلة لحوم البشر، ولكن قيل أيضًا أن هذا ربما كان مجرد تهويل من قبل الأوروبيين، الذين كانوا يميلون إلى نسب أكل لحوم البشر إلى القبائل الإفريقية خلال هذه الفترة الزمنية. قيل إنهم ربما كانوا من محاربي مارافي المهاجرين المرتزقة الذي استأجرهم سكان مومباسا الساخطون أو ربما مجموعة محلية فضلت النفوذ البرتغالي على نفوذ العثمانيين.
ولقد دفعت هوية المجموعة الغامضة بعض المؤرخين إلى الذهاب إلى حد القول بأنها كانت خيالاً من تأليف الكتاب البرتغاليين. ولكن جيانكارلو كاسالي يزعم أن هذه وجهة نظر خاطئة، ويزعم أنه في حين أن هوية الزيمبا غير معروفة، فمن غير الممكن إنكار أن طرفاً ثالثاً ظهر بقوة في المعركة. ويزعم كاسالي أنه إذا كانت هذه المجموعة خيالية، فليس من الواضح لماذا اخترعها البرتغاليون؛ فقد جعلت صراعات العثمانيين مع الدول النصرانية منهم خصماً بامتياز لأي نبيل برتغالي في ذلك الوقت، وكانت البرتغال تريد إثبات أن أفعالها في المحيط الهندي ضد الدولة العثمانية لا تقل عن أفعال أي دولة أوروبية في البحر الأبيض المتوسط. وكان المؤرخون البرتغاليون أكثر ميلاً إلى المبالغة في دور مواطنيهم، بدلاً من قول الحقيقة. وعلى هذا فإن كاسالي يزعم أنه لا معنى لاختلاق البرتغاليين لقوة خيالية تتدخل فجأة في الصراع في لحظة حرجة وتحرم القوات البرتغالية من الفضل في انتصارها. وهكذا، من وجهة نظر كاسالي، في حين أن هوية الزيمبا وحتى اسمها قد تكون غير مؤكدة، فمن المرجح للغاية أن طرفًا ثالثًا تدخل أثناء المعركة.

## إرثه
كان مير علي بك شخصية بارزة في تاريخ التوسع العثماني في المحيط الهندي. كانت حملاته المبكرة بمثابة بداية لبعض النزاعات الأولى ضد سيطرة البرتغاليين على المنطقة من قبل الدولة العثمانية، وكانت هزيمته في مومباسا عام 1589 بمثابة نهاية محاولات العثمانيين لمنافسة البرتغاليين على المحيط الهندي لبقية تاريخهم.